# محوطه چشمه پهن فریدون ۲
محوطه چشمه پهن فریدون ۲ مربوط به دوره اشکانیان - دوره ساسانیان است و در شهرستان گیلانغرب، بخش مرکزی، دهستان چله، ۴۰ متری شمال غرب روستای چشمه پهن فریدون واقع شده و این اثر در تاریخ ۲۶ اسفند ۱۳۸۷ با شمارهٔ ثبت ۲۵۶۰۰ به‌عنوان یکی از آثار ملی ایران به ثبت رسیده است.